# Bristol Britannia
El Bristol Type 175 Britannia fue un avión comercial de medio-largo alcance fabricado por la británica Bristol Aeroplane Company en 1952 para realizar diversas rutas a lo largo y ancho del Imperio Británico. Poco tiempo después de comenzar su producción, se demostró que los motores turbohélice eran inusualmente susceptibles de sufrir problemas de congelación, sin embargo se perdieron dos prototipos antes de encontrar una solución al problema. A la vez que las pruebas comprobaron que las soluciones adoptadas eran válidas, los reactores comerciales estadounidenses comenzaron a entrar en servicio, y solamente fueron construidos 85 Britannia antes de que cesase la producción en 1960. Sin embargo, el modelo es considerado a menudo como el punto álgido del diseño de aviones comerciales propulsados por turbohélice, y resultó muy popular entre sus pasajeros, que le dieron el nombre de "The Whispering Giant" (susurrador gigante) por la inusual comodidad y silencio durante el vuelo.

## Diseño y desarrollo
Tras largas deliberaciones, el Comité Brabazon emitió un informe en el que realizaban 4 propuestas o "types" de avión que, según su opinión, el mercado británico necesitaba.
Bristol consiguió la adjudicación de los contratos de los Type I y III, cubriendo el primero con la entrega del Brabazon en 1949. Los requisitos iniciales del Type III, recogidos en la Especificación Ministerial C.2/47, recogían la necesidad de un avión capaz de transportar a 48 pasajeros, propulsado por motores radiales Bristol Centaurus. Se tuvieron en cuenta tanto motores turbohélice como compuestos, pero resultaban demasiado novedosos como para garantizar el cumplimiento de las especificaciones de trabajo. Tras varias disputas acerca de los costes entre el Ministerio de Abastecimiento (Ministry of Supply) y la aerolínea estatal British Overseas Airways Corporation (BOAC), tres prototipos recibieron el visto bueno en julio de 1948, el primero (Mk 1) con motores Centaurus 662, aunque los dos últimos (Mk 2) tuvieron que ser convertibles al turbohélice Bristol Proteus, todavía en desarrollo.
En octubre, en plena época de trabajo, BOAC cambió de idea y decidió que la única opción posible era la propulsión mediante motores Proteus, de modo que el proyecto fue remodelado para permitir motores tanto turbohélice como de pistones. BOAC adquirió los derechos de compra de 25 unidades en julio de 1949, 6 con planta motriz Centaurus y el resto con los Proteus, y alargados hasta poder alojar a 74 pasajeros.
Al mismo tiempo que, el 16 de agosto de 1952, el primer prototipo levantó el vuelo, BOAC y Bristol decidieron abandonar la versión del Centaurus, ya que el modelo con turbohélices Proteus parecía más prometedor. En esos momentos, el Britannia ya contaba con 90 plazas, y BOAC encargó 15 unidades de esa nueva Series 100. Entre 1953 y 1954, tres Comet desaparecieron sin explicación aparente, motivo por el cual el Ministerio del Aire obligó al Britannia a pasar numerosas pruebas. A los retrasos causados por dichas pruebas hubo que sumarle otros relacionados con problemas de motor relacionados con la congelación. Todo esto hizo que el Britannia no entrase en servicio hasta febrero de 1957, fecha en que BOAC utilizó su primer Britannia 102 en la ruta desde Londres a Sudáfrica y un mes después, a Australia.
Por encargo de BOAC, Bristol modernizó el diseño, resultando en las Series 200 y 300. Los nuevos aparatos fueron estirados 3,12 m y montaban motores Proteus mejorados. Las nuevas versiones ofertadas fueron el 200 carguero, el 250 combinado de carga-pasaje y el 300 de pasajeros.

## Historia operacional

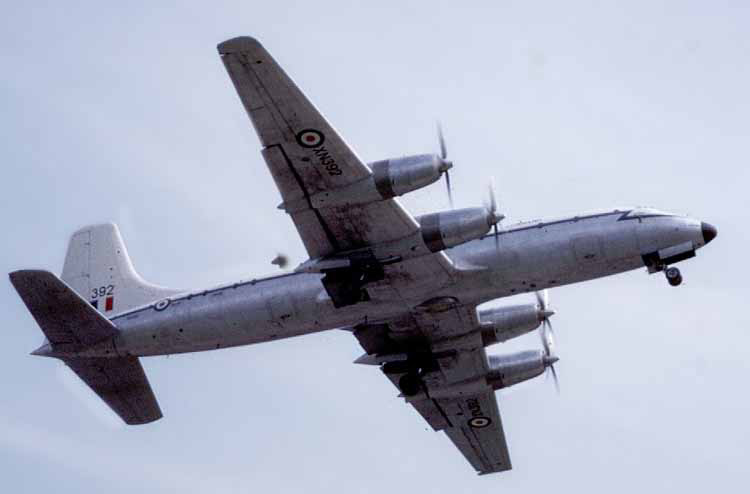
Bristol Britannia Acrux de la Real Fuerza Aérea En 1964.

El primer 301 voló el 31 de julio de 1956. BOAC encargó 7 unidades del 302 que, sin embargo, nunca serían entregadas, ya que fueron enviadas a otras aerolíneas como Aeronaves de México o Ghana Airways. La serie de largo alcance era la 310, de la que BOAC poseía 18 unidades y que, una vez comenzaron a ser entregadas en septiembre de 1957, fueron destinadas a la ruta entre Londres y Nueva York. La serie 310 (Model 318) también realizó servicios transatlánticos desde 1958 con Cubana de Aviación. En total, se fabricaron unos 45 aparatos de la Series 300.
La RAF se hizo posteriormente con 23 unidades de los modelos 252 y 253, a los que asignaron las denominaciones internas de Britannia C.2 y C.1 respectivamente, y que solían bautizar con nombres de estrellas ("Arcturus", "Sirius", "Vega", etc). El último de ellos fue retirado en 1975, y fueron usados por operadores civiles en África, Europa y Oriente Medio hasta finales de los años 90.
La mayoría de estos aparatos fueron fabricados por Bristol en sus instalaciones del Aeródromo de Filton, si bien unos 15 salieron de la factoría de Short Brothers en Belfast.
Además, en 1954 le fue concedida a Canadair una licencia de fabricación; las versiones de patrulla marítima CL-28 Argus (33 unidades) y de transporte de largo alcance CC-106 Yukon. A diferencia del Britannia, el Argus fue fabricado para aguantar y no para correr, por ello montaba motores Wright R-3350-32W de bajo consumo en altitudes bajas (algo extraño si se tiene en cuenta que el Napier Nomad fue expresamente diseñado para ese uso). La cabina sin presurizar apenas disponía de espacio para moverse, pues iba repleta de detectores y armas. Canadair también fabricó 37 unidades propulsadas por turbohélices Rolls-Royce para el mercado civil bajo el nombre de CL-44, de las cuales a 4 (CL-44J) se les alargó el fuselaje, convirtiéndolas en las aeronaves de mayor capacidad del momento. Entraron en servicio en la aerolínea islandesa Loftleiðir, precursora de Icelandair. A fecha de 2007, uno de ellos aún permanecía en condiciones de vuelo y se encontraba disponible para el transporte de cargas "muy voluminosas".

### Historial de seguridad
Catorce Type 175 se perdieron en accidentes, sumando un total de 365 víctimas mortales entre 1954 y 1980. El peor accidente tuvo lugar el 20 de abril de 1967, cuando un Britannia de Globe Air se estrelló cerca del Aeropuerto de Nicosia (Chipre), falleciendo 126 personas (ver Desastre aéreo del Britannia en Nicosia en 1967).

## Variantes
Model 175
Mk 1
Prototipo propulsado por Bristol Centaurus 662, fuselaje de 35 m de largo, envergadura de 36,5 m, acomodación para 48 pasajeros, no construido.
Mk 2
Dos prototipos propulsados por Bristol Centaurus 662 o Bristol Proteus 600; con el Proteus, el fuselaje de 35 m de largo fue equipado con una envergadura mayor, de 43 m, y se redujo la acomodación a 36 asientos, no construidos.
Series 100
Avión comercial con capacidad para 90 pasajeros, propulsado por cuatro Bristol Proteus 705, 74 construidos.
101
Dos prototipos, inicialmente equipados con Proteus 625 y más tarde con los 755.
102
25 unidades solicitadas por BOAC con fuselaje más corto y motores Mk 705, las 10 últimas fueron canceladas en favor de la Series 300, 15 construidos.
Series 200
Carguero derivado de la Series 100, con un añadido en la cola de 3,12 m de longitud. BOAC tenía derechos de compra sobre 5 unidades, a los que renunció en favor del 310, ninguno construido.
Series 250
Similar a la 200, pero combinando carga y pasaje.
252
3 unidades encargadas por la RAF como transportes de tropas construidas por Shorts, donde serían conocidas como Britannia C.2, 3 construidos.
253
20 unidades encargadas por la RAF, donde serían conocidas como Britannia C.1.
Series 300
Al igual que la Series 200, solamente disponible para transporte comercial, con una capacidad de 139 pasajeros.
301
Un prototipo.
302
10 unidades encargadas por BOAC, canceladas en favor del 305 primero y del 310 después. Se fabricaron 2 ejemplares, que fueron entregados a Aeronaves de México.
Serie 305
Similar a la 300, pero con mayor capacidad de combustible, cinco construidos.
306
Una unidad 305 alquilada a la aerolínea israelí El Al.
307
Simple conversión del 306, Air Charter encargó 2 unidades.
307F
Conversión a carguero realizada en los años 60 a los dos 307 de Air Charter.
308
Dos antiguos 305 pedidos por Transcontinental en configuración de 104 pasajeros.
308F
Conversión a carguero realizada en los años 60 a los dos 308 de Transcontinental.
309
Un antiguo 305 alquilada a Ghana Airways.
Series 310
Similar a la 305, pero con un fuselaje y tren de aterrizaje reforzados. Conocidos inicialmente como 300LR. 
311
Prototipo.
312
18 aeronaves encargadas por BOAC.
312F
Conversión a carguero de 5 de las 19 unidades 312 de BOAC, realizada en los años 60.
313
4 unidades de largo alcance vendidas a la aerolínea israelí El Al.
314
6 unidades para Canadian Pacific.
317
2 aparatos para Hunting-Clan Air Transport.
318
4 aeronaves encargadas por Cubana.
319
Conversión de un 312 para Ghana Airways en los años 60.
Series 320
Similar a la 310, pero con mayor autonomía, dos construidos, completados como 324.
324
Dos 320 para Canadian Pacific.

## Operadores

### Civiles
Argentina
- Aerotransportes Entre Ríos
- Transcontinental SA

 Bélgica
- Young Cargo

 Burundi
- Centre Air Afrique

 Canadá
- Canadian Pacific

 Cuba
- Aerocaribbean
- Cubana de Aviación

 Checoslovaquia
- CSA

 Emiratos Árabes Unidos
- Gaylan Air Cargo

 España
- Air Spain

 Ghana
- Ghana Airways

 Indonesia
- Indonesian Ankasa Civil Air Transport

 Irlanda
- Aer Turas
- Interconair

 Israel
- El Al

 Kenia
- African Cargo Airlines
- African Safari Airlines

 Liberia
- Liberia World Airways

 México
- Aeronaves de México

 Reino Unido
- Air Charter
- BKS Air Transsort
- BOAC
- Britannia Airways
- British Eagle
- British United Airways
- Caledonian Airways
- Donaldson International Airlines
- Hunting Clan
- International Air Services
- Invicta International
- Lloyd International Airways
- Monarch Airlines
- Redcoat Air Cargo
- Transglobe Airways

 Suiza
- Globe Air

 Zaire
- Domaine de Katale
- Katale Air Transport
- Transair Cargo

### Militares
Reino Unido
- Real Fuerza Aérea

## Supervivientes

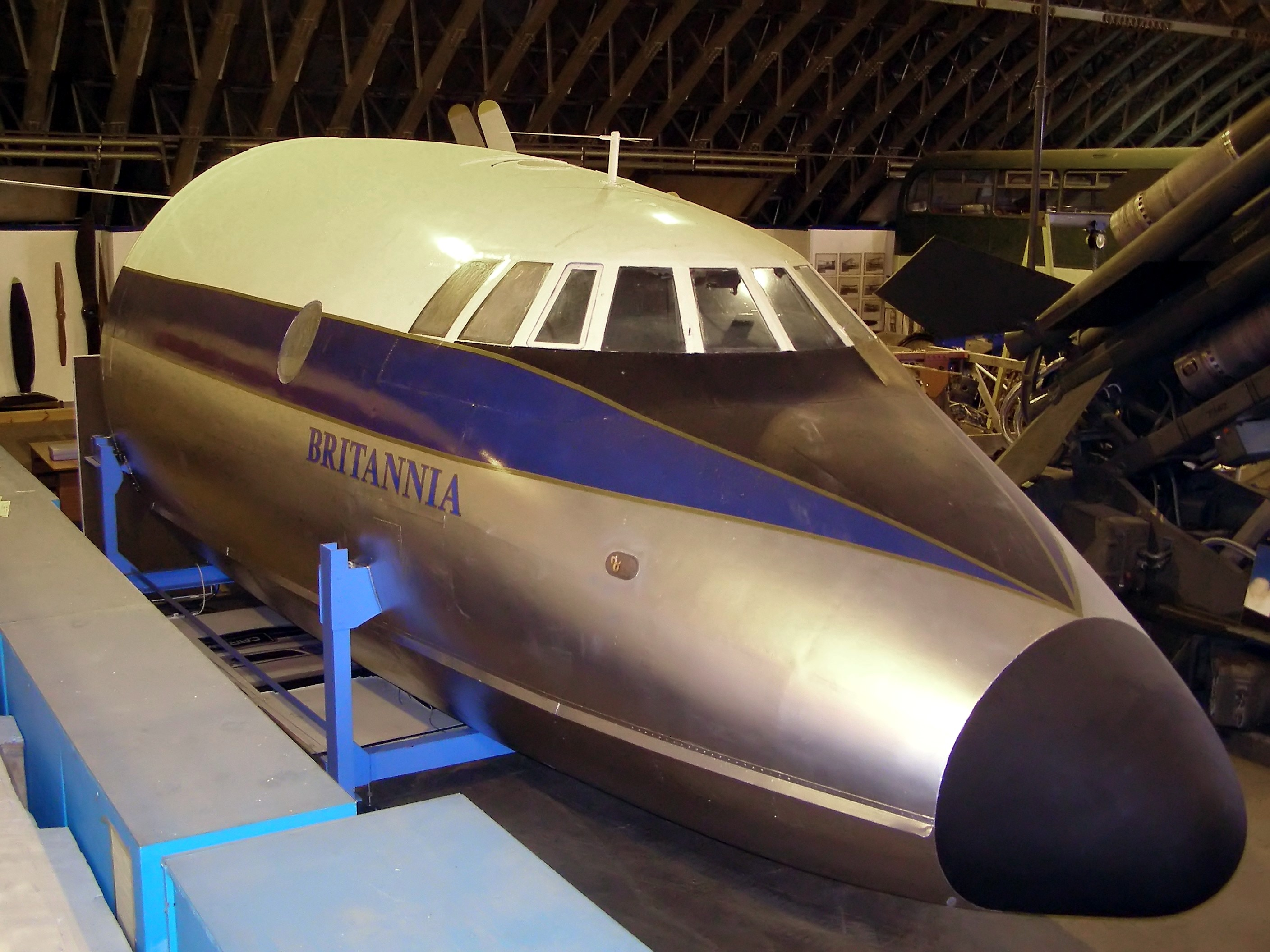
Morro del segundo prototipo del Britannia (G-ALRX) en Bristol Aero Collection, Aeródromo de Kemble.

Britannia 101 (G-ALRX)
El morro de este aparato se expone en la Bristol Aero Collection del Aeródromo de Kemble, Inglaterra.
Britannia 308F (G-ANCF)
Retirado de Kemble y recompuesto en Speke, Liverpool, a principios de 2007.
Britannia 312 (G-AOVF)
Pintado con la librea de BOAC y expuesto en el Museo de la RAF, situado en el Aeródromo Militar de Cosford, Inglaterra.
Britannia 312 (G-AOVT)
Se expone en el Museo Imperial de la Guerra de Duxford, con los colores de Monarch Airlines.
Britannia C.1 (XM496) Regulus
Expuesto en Kemble, con los colores de la RAF.

## Especificaciones (Series 310)

### Características generales
- Tripulación: Diez
- Capacidad: 70 pasajeros
- Longitud: 37,9 m (124,3 ft)
- Envergadura: 43,6 m (143 ft)
- Altura: 11,4 m (37,4 ft)
- Peso vacío: 39 200 kg (86 396,8 lb)
- Peso máximo al despegue: 84 000 kg (185 136 lb)
- Planta motriz: 4× turbohélice Bristol Proteus 765.
  - Potencia: 3320 kW (4577 HP; 4515 CV) cada uno.

### Rendimiento
- Velocidad máxima operativa (Vno): 639 km/h (397 MPH; 345 kt)
- Velocidad crucero (Vc): 575 km/h (357 MPH; 310 kt)
- Alcance: 7130 km (3850 nmi; 4430 mi)
- Radio de acción: km
- Alcance en combate: km
- Alcance en ferry: km
- Techo de vuelo: 7300 m (23 950 ft)
- Régimen de ascenso: 11,3 m/s (2224 ft/min)

## Aeronaves relacionadas

### Desarrollos relacionados
- Canadair CP-107 Argus
- Canadair CL-44/Yukon
- Conroy Skymonster

### Aeronaves similares
- Lockheed L-188 Electra
- Lockheed L-1249 Super Constellation (R7V-2/YC-121F)
- Vickers Vanguard
- Antonov An-10
- Ilyushin Il-18

### Secuencias de designación
- Secuencia Numérica (interna de Bristol): ← 172 - 173 - 174 - 175 - 176 - 182 - 188 →